# یواس‌اس اتسگو (۱۸۶۳)
یواس‌اس اتسگو (۱۸۶۳) (به انگلیسی: USS Otsego (1863)) یک کشتی بود که طول آن ۲۰۵ فوت ۰ اینچ (۶۲٫۴۸ متر) بود. این کشتی در سال ۱۸۶۳ ساخته شد.